# Мерунциш
Мерунциш (рум. Mărunțiș) — село у повіті Прахова в Румунії. Адміністративно підпорядковане місту Урлаць.
Село розташоване на відстані 63 км на північ від Бухареста, 20 км на схід від Плоєшті, 145 км на захід від Галаца, 90 км на південний схід від Брашова.

## Населення
За даними перепису населення 2002 року у селі проживали 429 осіб.
Національний склад населення села:
| Національність | Кількість осіб | Відсоток |
| -------------- | -------------- | -------- |
| румуни         | 410            | 95,6%    |
| цигани         | 19             | 4,4%     |

Рідною мовою назвали:
| Мова      | Кількість осіб | Відсоток |
| --------- | -------------- | -------- |
| румунська | 410            | 95,6%    |
| циганська | 19             | 4,4%     |